# Fernando Martínez Rubio
Fernando Martínez Rubio (nascut el 10 de juny de 1990), conegut simplement com a Fernando, és un futbolista professional espanyol que juga a la UD Almeria com a porter.

## Carrera de club
Nascut a Múrcia, Fernando va acabar la seva formació en l'equip juvenil del València CF. Va debutar com a sènior amb el Sangonera Atlético CF, fent una temporada a Segona Divisió B.
Fernando es va incorporar al Reial Múrcia l'estiu del 2010, jugant dos anys amb el filial a Tercera Divisió. L'agost de 2012 va ser cedit al veí UCAM Murcia CF de tercera divisió.
Fernando va debutar oficialment amb el Múrcia l'11 de setembre de 2013, en una derrota per 2-0 a casa contra l'Hèrcules CF a la segona volta de la Copa del Rei. El seu primer partit de Segona Divisió va tenir lloc el 24 de novembre, quan va substituir el jugador de camp Daniel Toribio després que Casto fos expulsat al minut 70, i va mantenir la porteria en blanc en un empat 0-0 a l'AD Alcorcón.
El 5 de juliol de 2016, Fernando va tornar a l'UCAM Múrcia, que tot just acabava d'ascendir a la segona categoria. Suplent de Biel Ribas, va participar en 12 partits de lliga mentre el seu equip va patir el descens, i va signar un contracte de dos anys amb el seu company de lliga UD Almeria el 5 de juliol de 2017.
Com a substitut de René, Fernando va renovar el seu contracte amb els rojiblancos per dues temporades més el 22 de maig de 2019. Es va convertir en titular habitual amb el nou entrenador Guti, i va acceptar una nova pròrroga fins al 2022 el 27 d'abril de 2020.
Només es va perdre un partit de 42 a la segona divsió 2021–22, i l'Almería va tornar a La Liga després de set anys, com a campió; en el procés, va ser guardonat amb el Trofeu Ricardo Zamora.
Fernando va debutar a la màxima categoria espanyola el 14 d'agost de 2022 als 32 anys, en una derrota per 2-1 a casa contra el Reial Madrid. El següent 19 de gener, va renovar de nou el seu vincle amb els andalusos, ara fins al 2025.
El 2 de juliol de 2025, tot i que havia passat la major part de dues temporades com a suplent de Luís Maximiano, Fernando va acceptar una pròrroga contractual d'un any.